# Ottorino Perrone
Ottorino Vercesi Philippe Alphonse Perrone (L'Aquila, 9 de mayo de 1897 – Bruselas, 17 de octubre de 1957) fue un político italiano y uno de los fundadores del Partido Comunista Italiano.

## Biografía
Durante la Primera Guerra Mundial estuvo en el frente como artillero con el grado de sargento pero, a pesar de ser enviado a un curso para oficiales cadetes, fue juzgado inadecuado. Después de la guerra se fue a estudiar ciencias económicas y comerciales a Venecia, donde se produjo su madurez política: en 1920, fue nombrado secretario de la Cámara de Trabajo y participó en la ocupación de las fábricas en la cercana Mira.
En 1921 participó en Livorno en la fundación del Partido Comunista de Italia, compartiendo, como casi todos los jóvenes, las posiciones de la izquierda comunista. En los meses siguientes, trabajó como periodista en Padua y Trieste, como editor de Il Lavoratore; luego tuvo la tarea de organizar las federaciones provinciales de Venecia y L'Aquila.
En el II Congreso del Partido Comunista (Roma, 20-24 de marzo de 1922), fue elegido como uno de los cinco secretarios interregionales, cargo que mantuvo también a raíz de los cambios organizativos que se produjeron con el ingreso en el partido de los denominados terzini impuesto por el Ejecutivo de la Internacional Comunista en junio de 1922.
Principal organizador de la conferencia clandestina de Como (que en realidad se ejerció sobre los Prealpes del triángulo lariano) del 18 de mayo de 1924, supo superar los obstáculos de la represión del fascismo y del oportunismo centrista, asegurando el éxito de la iniciativa, con la neta afirmación de las posiciones de la dirección de izquierda.
En el junio 1924 fue delegado al V Congreso de la Internacional Comunista. A su regreso a Italia, el 18 de agosto, fue detenido en la frontera italo-suiza cerca de Luino; acusado de expatriación ilegal, fue enviado a su ciudad natal.
En el informe policial elaborado se le describe como "un propagandista inteligente y astuto y por su inteligencia, sus relaciones y su cultura se le considera extremadamente peligroso. Con autoridad mantiene un comportamiento cortés hasta el punto de la ironía".
En 1925 reanudó la actividad política en Milán, pero fue marginado por la nueva dirección central del partido y, en 1926, fue destituido de su cargo como secretario del Comité Central Sindical Comunista, cargo que ocupaba desde agosto de 1924, a pesar de que, gracias a su compromiso, la lista comunista obtuvo una abrumadora mayoría en la elección de las Comisiones internas.
En el III Congreso del Partido (Lyon, 20-26 de enero de 1926), junto a Amadeo Bordiga defendió enérgicamente las tesis de la izquierda. De regreso a Italia, se convirtió en su punto de referencia.
En diciembre del mismo año, para escapar de las persecuciones fascistas, se vio obligado a trasladarse a París, donde realizó actividades dentro de las organizaciones políticas y sindicales en las que los militantes de la izquierda italiana eran mayoría.
Mientras tanto, los desacuerdos con la dirección centrista, elegida en Lyon, iban pasando de la polémica a la ruptura, mientras se difundía la conciencia de que la Internacional estaba ya en el camino de una involución imparable.
Expulsado de Francia en agosto de 1927, Perrone huyó a Bélgica y se instaló en Bruselas; siempre impresionado por el decreto de expulsión francés, no pudo estar presente en Pantin (cerca de París) cuando en abril de 1928, por su impulso, se estableció la Fracción de izquierda del PCd'I, del que fue líder incansable y apasionado.
Con el pseudónimo Vercesi, fue con Virgilio Verdaro el principal redactor de «Prometeo», de «Bilan» y de las otras publicaciones de la Fracción. En la dramática situación que golpeaba el movimiento comunista, Perrone supo asumir posiciones impopulares, como en ocasión de la Guerra civil española, en la que vislumbraba un contraste latente entre imperialismos, que habría anulado cualquier posibilidad de autonomía proletaria.
En vísperas del conflicto formuló las tesis sobre la economía de guerra y la desaparición del proletariado como clase, que fueron compartidas por muchos militantes, provocando -agosto-septiembre de 1939- la desintegración de la Fracción, agravada por la condición de clandestinidad, a la que casi todos sus componentes se vieron obligados durante la ocupación alemana (mayo de 1940 - octubre de 1944).
Perrone, que habitaba en el barrio obrero de Anderlecht y trabajaba como contable del sindicato de los tipografos, se vio obligado a esconderse para pasar por alto a la Gestapo, que lo habría entregado a las cárceles italianas. Su supervivencia se vio favorecida por la coherencia política, la integridad moral y la generosidad, cualidades que le aseguraron el respeto y la solidaridad de los exponentes socialistas belgas, incluidos Spaak y Vermeylen, y de los exiliados italianos, a los que había ayudado en otras ocasiones. Estos, en la liberación de Bruselas en octubre de 1944, formaron un Comité de Coalición Antifascista y asumieron los puestos representativos que quedaron vacantes por la fuga de las autoridades de la República Social Italiana, nombrando a Perrone responsable interino de la Cruz Roja Italiana.
Aunque el encargo tenía sobre todo la delicada tarea de facilitar la repatriación de los prisioneros de guerra italianos, despertó la desaprobación política de algunos militantes de la izquierda comunista que, anteriormente, no habían compartido sus tesis sobre la guerra.
Con el fin del conflicto, Perrone permaneció en Bruselas y se afilió al Partido Comunista Internacionalista, del que formó parte del Comité Central, compartiendo las posiciones de Amadeo Bordiga con motivo de la escisión de 1952.